# Marquette (Rebsorte)
Marquette ist eine Rotweinsorte.  Sie wurde im Jahr 1989 von Peter Hemstad und Jim Luby aus den Rebsorten MN 1094 x Ravat 262 (auch Ravat Noir genannt) gekreuzt. Hemstad und Luby sind Mitarbeiter der University of Minnesota, an der früher Elmer Swenson wirkte. Seit dem Jahr 2006 ist die Sorte für den gewerblichen Anbau freigegeben. Benannt wurde die Rebsorte nach dem französischen Jesuit und Entdecker Jacques Marquette.
MN1094 ist bereits eine komplexe Kreuzung aus  (Vitis riparia Klon 64 x Carmine) x (Mandan x Landot 4511) und auch die Rebsorte Ravat Noir entstand in 5 Züchtungsschritten aus Seibel 8365 x Spätburgunder.
Marquette gehört mit den Rebsorten Frontenac, Frontenac Gris und La Crescent zu mittlerweile 4 patentierten Sorten, die im kalten Weinbauklima des US-amerikanischen Nordostens und Kanadas eingesetzt werden.
Anpflanzungen sind in den amerikanischen Bundesstaaten Montana (Weinbau in Montana), South Dakota (Weinbau in South Dakota), Vermont (Weinbau in Vermont) und Minnesota (Weinbau in Minnesota) bekannt. In Kanada findet man die Sorte bei Quebec. Selbst in kalten Weinbauklimata entwickelt die Sorte hohe Mostgewichte von bis zu 25  Grad Brix, was in etwa 100 Grad Oechsle entspricht. In warmen Jahren erhöht sich dieser Wert nur unwesentlich. Die alkoholreichen Weine sind säurereich und sollten eine Malolaktische Gärung durchlaufen.
Die Mitarbeiter der Universität waren auf der Suche nach frühreifenden und winterharten Sorten, die für den Norden der Vereinigten Staaten geeignet sind. Marquette ist bis mindestens −30 Grad Fahrenheit (- 35 Grad Celsius) winterhart. Da die Wurzeln weniger winterhart sind, sollte die Sorte durch eine ausreichend hohe Schneeauflage auf dem Boden geschützt werden.
Siehe auch die Artikel Weinbau in Kanada und Weinbau in den Vereinigten Staaten sowie die Liste von Rebsorten.